# Pitta moluccensis
La pita aliazul (Pitta moluccensis) es una especie de ave paseriforme de la familia Pittidae que vive en el Sudeste Asiático y Australia.